# Kaymakam
Ein Kaymakam (osmanisch قائم مقام, auch Kaimakam) ist der Titel für den obersten Beamten eines Landkreises (türkisch İlçe) in der Republik Türkei, der schon im Osmanischen Reich für einen ähnlichen Rang benutzt wurde.

## Etymologie
Der moderne türkische Begriff Kaymakam stammt von zwei arabischen Wörtern, nämlich قائم / Qāʾim für ‚stehend‘ und مقام / Maqām für ‚Platz‘, aber in diesem Kontext ‚Amt‘, ‚Position‘ und ‚Rang‘. Im Deutschen ist die etymologisch analoge Wortbildung „Statt-halter“, im Französischen „lieu-tenant“. Zur osmanischen Zeit war ein Qāʾim-Maqām ein Staatsbeamter, der als Repräsentant des Sultans oder eines anderen Würdenträgers bestellt war. Im Lauf der Zeit verengte sich die Bedeutung auf einen militärischen oder zivilen Unterführer, schließlich auf einen Vertreter des Staates auf lokaler/regionaler Ebene. Heute ist der Kaymakam der dem Vali nachgeordnete und vom Innenminister ernannte leitende Beamte eines İlçe.

## Geschichte
Der Titel scheint zum ersten Mal im 15. oder 16. Jahrhundert im Osmanischen Reich verwendet worden zu sein. Er bezeichnete zumeist den Würdenträger, der als Vertreter des Großwesirs in der Stadt verweilen musste, wenn dieser zu einer militärischen Kampagne aufbrach. Der Titel wurde bis zum Ende des Reiches beibehalten. In den letzten Jahrzehnten des Osmanischen Reiches war es jeweils ein Minister oder der Scheichülislam, der vom Sultan zum Kaymakam ernannt wurde. Dieser war der sadâret kaymakamı. Wenn auch der Sultan nicht in Istanbul sich aufhielt, führte er den Titel İstanbul kaymakamı oder Âsitâne kaymakamı. Befand sich der Sultan in Istanbul, lautete der Titel rikâb-ı hümâyun kaymakamı, rikâb kaymakamı oder einfach kaymakam paşa. Befand sich der Großwesir während eines Feldzugs nicht bei der Armee, fungierte dort ein ordu kaymakamı als sein Repräsentant.
Ein Kaymakam diente auch anderen hohen Beamten als Repräsentant oder Vertreter. Der Stellvertreter des Kapudan Pascha war der kaptanpaşa kaymakamı, die ihm unterstellte Provinz, das Eyâlet Cezâyir-i Bahr-i Sefîd (das Eyalet der Inseln des Mittelmeeres) wurde als Cezayir kaymakamlığı bezeichnet. Begab sich der Chef der Reichskanzlei, der Reîsülküttâb auf Reisen, nahm seine Stelle in der Hauptstadt ein reîsülküttâb kaymakamı ein. Befand sich, etwa in der Zeit zwischen der Abreise des alten Gouverneurs (Vali, Vezir oder Mutasarrıf) und vor dem Amtsantritt des neuen kein regulärer Gouverneur in einer Provinz oder war er sonst wie abwesend, führte ein Kaymakam, etwa in Ägypten der Mısır eyalet kaymakamı dort die Regierung. Nach Beginn des 19. Jahrhunderts verlor die Bezeichnung die strikte Bedeutung als „Stellvertreter“ und wurde mehr und mehr zu einer Amts- bzw. Rangbezeichnung.
Während der Reformzeit des Tanzimat war zunächst Kaymakam die Bezeichnung des Gouverneurs eines Sandschak, nach dem Gesetz vom 8. November 1864 zur Reform der Verwaltung wurde der Kaymakam zum Gouverneur eines Kaza. Damit war der heutige Stand erreicht; die Bezeichnung „Kaza“ wurde später durch „İlçe“ ersetzt.
Der Begriff hat in der moldawischen und walachischen Geschichte eine noch spezifischere Bedeutung, wo ein Kaymakam sowohl ein vorübergehender Stellvertreter eines Gospodars sein konnte, als auch ein Delegierter des kleinwalacheischen Bans in Craiova, nachdem 1761 das Hauptamt nach Bukarest verlegt worden war. In diesem Zusammenhang wird das Wort Caimacam buchstabiert, während das rumänische Wort dafür Căimăcămie ist.
Vier Emire von Katar sowie drei Emire von Kuwait trugen zusätzlich den Titel des Kaymakam, als diese Emirate Teile des Osmanischen Reiches waren.
In der Osmanischen Armee und auch in Ägypten unter Muhammad Ali Pascha war der Titel Kaymakam gleichbedeutend mit dem Rang des Oberstleutnants. Es wurde auch im selben Kontext auf Marinekommandanten angewendet. Mustafa Kemal, der Gründer der modernen Türkei, diente auch als Kaymakam für das 57. Regiment in der Schlacht von Gallipoli.